# Hello! Project Night
Hello! Project Night（ハロープロジェクトナイト）は、FM-FUJIで2007年4月7日から2008年9月27日まで放送されていたラジオ番組。
毎週土曜日23:00 - 24:00の放送で、前半の23:00 - 23:30は℃-uteの矢島舞美・鈴木愛理・岡井千聖がパーソナリティを務める『CUTIE PARTY』、後半の23:30 - 24:00はモーニング娘。の新垣里沙と亀井絵里がパーソナリティを務める『GAKI・KAME』の2番組により構成されていた。内容についてはそれぞれの項を参照。